# Sint-Catharinakerk (Hammarland)
De Sint-Catharinakerk in Hammarland op het hoofdeiland van Åland is een stenen kerk uit de late 13e eeuw, gewijd aan de heilige Catharina van Alexandrië. De kerk van Eckerö was een kapel onder Hammarland voordat het een onafhankelijke parochie werd.

## Geschiedenis
Bij veel kerken in Åland werd vastgesteld dat er, voordat de huidige stenen kerk werd gebouwd, op die plaats een houten kerk heeft gestaan. Bij de kerk van Hammarland zijn daarvoor geen aanwijzingen gevonden.
De kerk is ooit gebouwd bij een meertje dat verbinding had met de zee, maar door de postglaciale opheffing is dat al lang geleden drooggevallen. De kerk lag ook langs de oude postroute. Een grote begraafplaats, Kjusarn, ligt net ten westen van de kerk.
De kerk is voornamelijk gebouwd uit rapakivi-graniet. Het schip van de kerk werd gebouwd in de late 13e eeuw. De toren, die op een ongebruikelijke wijze tegen de zuidzijde aangebouwd is, werd toegevoegd in de vroege 14e eeuw. Vermoed wordt dat de toren daar werd gebouwd wegens een slechte fundering aan de westzijde, maar er wordt ook gespeculeerd dat zo vermeden werd dat een muurgraf in de westelijke muur verplaatst zou moeten worden.
De toren fungeerde zowel als voorportaal alsook als kapel, met een altaar gewijd aan Sint Olaf. In het begin van de 15e eeuw werd het schip uitgebreid met een nieuw koor en bovendien kreeg het schip tijdens de bouwperiode te maken met een verwoestende brand op de zolder. Met dendrochronologische bepalingen werd vastgesteld dat het hout dat werd gebruikt om de verbrande dakspanten te vervangen, dateert uit de jaren 1440. Tijdens de reformatie (begin 16e eeuw) werd de kerk aan zijn lot overgelaten en is een tijd in gebruik geweest als knekelhuis, met honderden schedels.
De torenspits werd in de 17e eeuw vernieuwd, maar de piramidevormige middeleeuwse vorm bleef behouden. In de eerste helft van de 19e eeuw werden bestaande ramen vergroot en werden nieuwe ramen geopend in de noord- en westgevel. Ook de triomfboog werd vergroot.
De kerk is, na de hierboven beschreven brand, nog verschillende keren door brand geteisterd, voor het laatst in februari 2010.
In 1913 werd archeologisch onderzoek gedaan in combinatie met herstelwerkzaamheden. In 1960 en 1987 vonden weer uitgebreide verbouwingen plaats.

## Muurschilderingen
In het midden van de 15e eeuw werd het koor geheel beschilderd met slingerversieringen. Bij een archeologische opgraving in 1913 werden deze middeleeuwse krijtschilderingen weer tevoorschijn gehaald. Ten westen van het noordelijke raam van het koor bevindt zich de enige bewaarde figuratieve schildering van de kerk met een afbeelding van de apostel Judas Taddeüs, met een dubbel kruis en bijbehorende banderol.

## Inventaris
- De kerk heeft een doopvont van kalksteen uit het einde van de 13e eeuw.
- Er zijn fragmenten bewaard van een bisschopsstoel uit 1650. Deze bevat een beeltenis van hogepriester Aäron, broer van Mozes.

### Orgel
- In 1857 werd een eerste orgel gebouwd voor de kerk.
- In 1865 werd het orgel vervangen door een exemplaar, gebouwd door Frans Anderson.
- Omstreeks 1947 bouwde de Kangasala orgelfabriek een orgel met 14 registers.
- In 1977 bouwde Hans Heinrich een nieuw orgel.